# Руль напрямку

Рискання моделі літака

Анімація типових основних органів управління літаком. Руль напрямку — на площині кіля, приводиться в рух педалями

Руль напрямку, стерно напрямку, кермо напрямку — орган керування літака, розташований в хвостовому оперенні та призначений для керування літаком щодо нормальної осі (тобто за допомогою стерна напрямку змінюється кут рискання).
Являє собою рухому вертикальну площину, що кріпиться до кіля.
Вплив на руль напрямку здійснюється за допомогою натискання на педалі, розташовані в кабіні пілота.
Стерно напрямку на важких магістральних авіалайнерах використовується в основному для коригування курсу на розбігу і пробігу.
У той же час на надзвукових літаках при великих швидкостях польоту радіус розвороту виходить занадто великий, тому в канал крену вводять так званий «перехресний сигнал по курсу». При цьому з введенням літака в крен поворотом штурвала (відхиленням РКЛ) одночасно з відхиленням елеронів на деякий пропорційний кут відхиляється і стерно напрямку.
При розвороті з креном будь-який літак прагне до втрати висоти, тому льотчику (або автопілоту) необхідно компенсувати виникаючий пікіруючий момент пропорційним відхиленням колонки штурвала (стерна висоти) на себе.